# مياندوآب
مياندوآب هي مدينة إيرانية تقع في القسم المركزي من مقاطعة مياندوآب في محافظة أذربیجان الغربیة. حسب إحصاءات المركز الرسمي للإحصاءات الإيرانية في 2006 كان يسكن مياندوآب 112933 شخص.